# Ligne de Forcalquier à Volx
La ligne de Forcalquier à Volx est une ancienne ligne de chemin de fer française à écartement standard et à voie unique de la Provence-Alpes-Côte d'Azur. Elle reliait les communes de Volx et Forcalquier et a été déclassée.
Elle constituait la ligne 921 000 du RFN.

## Description
Après avoir quitté Forcalquier, elle franchit le Viou sur un viaduc de 136m, traverse un tunnel avant la gare de Mane puis arrive en gare de Saint-Maime - Dauphin où elle est rejointe par l'ancienne ligne de Cavaillon à Saint-Maime - Dauphin. Après trois ponts sur le Largue, elle traverse un court tunnel sous le rocher de Volx pour rejoindre la ligne Lyon-Perrache - Marseille-Saint-Charles (Via Grenoble) en gare de Volx.

## Historique
La loi du 17 juillet 1879 portant classement de 181 lignes de chemin de fer dans le réseau des chemins de fer d’intérêt général retient en n° 132, une ligne de « Volx à Apt, avec embranchement sur Forcalquier ».
La déclaration de l'utilité publique de l'établissement de la ligne est prononcée par la loi n° 10.275 du 2 février 1881. La loi précise que la ligne doit passer « par ou près Mane (sic) et Saint-Maime-Dauphin ». La ligne est concédée à titre définitif à la Compagnie des chemins de fer de Paris à Lyon et à la Méditerranée par une convention signée entre le ministre des Travaux publics et la compagnie le 26 mai 1883. Cette convention est approuvée par une loi le 20 novembre suivant. Elle est ouverte le 25 octobre 1890.
Pendant son exploitation, la ligne sert à transporter le lignite de la mine de Saint-Maime vers les usines du département[réf. souhaitée] et le calcaire de la carrière de la Roche-Amère à Villeneuve vers les fours à chaux de Saint-Auban.
La ligne est fermée au trafic voyageurs de Volx à Forcalquier le 15 janvier 1934, et à tout trafic le 9 juillet 1956.
L’emprise de la voie est utilisée pour le passage de route dans différents secteurs :
- entre la gare de Volx et la départementale RD 4096. Cette liaison d’intérêt local, en sens unique, emprunte le tunnel sous le canal usinier EDF ;
- au sud et au nord[réf. souhaitée] de Saint-Maime, la RD 13 utilise une partie de son parcours depuis 1980[5].

## Infrastructures

### Le Viaduc des Latins

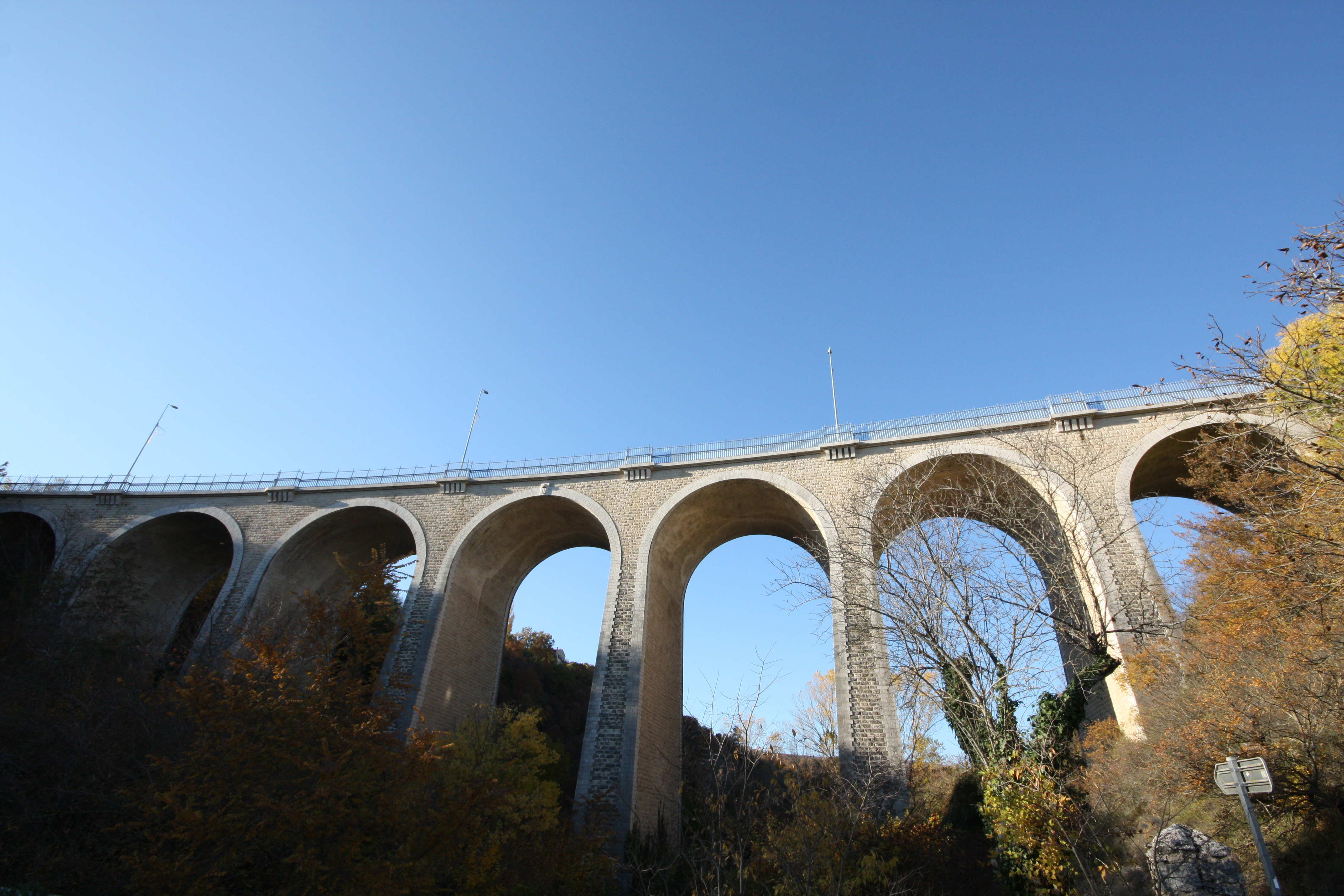
Viaduc des Latins

Le viaduc à l'entrée de Forcalquier, d'une longueur de 136 mètres, a été bâti de 1882 à 1887, sous la direction des ingénieurs Jourdan et Soclet. Le viaduc compte 7 arches, la portée de l'arc est d'environ 13 mètres et le tablier d'une largeur de 11 mètres. Depuis 1960 il est utilisé par la route nationale 100 (déclassée en départementale depuis 2007) .
La cérémonie de pose de la première pierre, le 15 mai 1882, coïncide avec l'organisation cette année des Fêtes latines à Forcalquier, ce qui explique la présence à cette inauguration du poète Vasile Alecsandri. À cette occasion, Léon de Berluc-Pérussis fait de ce pont le symbole des liens qui unissent les peuples latins ; encore visible aujourd'hui, une dédicace est déclinée sur le pont en latin, français, provençal, italien, languedocien, ladin, aquitain, espagnol, catalan et roumain. Il porte également une plaque en mémoire de toutes les personnes qui s’y sont suicidées.

### Le tunnel de Mane
Il est aujourd'hui utilisé par les champignonnières de Mane.